# Girl You're So Together
«Girl You're So Together» es una canción grabada por el cantante Michael Jackson en 1973. Escrita por Keni St. Lewis, fue lanzada en 1984 como el segundo sencillo de su álbum recopilatorio Farewell My Summer Love.
En Reino Unido alcanzó el número 33 en la lista UK Singles Chart. La canción está escrita en la tonalidad de Mib y se interpreta a 100 pulsaciones por minuto.
En 2003, The Wiggles samplearon "Girl You're So Together" en su canción "The Dancing Flowers" para su álbum Whoo Hoo! Wiggly Gremlins!.

## Lista de canciones
sencillo 7" (Motown – TMG 1355)
A "Girl You're So Together" – 3:09
B "Touch The One You Love" – 2:47
maxi 12 (Motown – TMGT 1355)
A1 "Girl You're So Together" – 3:09
A2 "Touch The One You Love" – 2:47
B1 "Ben" – 2:42
B2 "Ain't No Sunshine" – 4:09